# Vitbrynad bågnäbb
Vitbrynad bågnäbb (Pomatostomus superciliosus) är en fågel i familjen bågnäbbar inom ordningen tättingar.

## Utseende
Vitbrynad bågnäbb är en stor tätting med en lång, nedåtböjd näbb, mörk ögonmask, vitaktigt ögonbryn, brunaktig hjässa och mörkt öga. Den har vidare vitt på strupe och bröst som sträcker sig till buken, medan resten av buken och undergumpen är mörk.

## Utbredning och systematik
Vitbrynad bågnäbb delas in i fyra underarter:
- P. s. gilgandra – förekommer i östra Australien (södra Queensland till norra Victoria)
- P. s. superciliosus – förekommer i Södra Australien (Fortescue R. till västra New South Wales och West Victoria)
- P. s. ashbyi – förekommer i sydvästra Western Australia
- P. s. centralis – förekommer i centrala delen av Western Australia, sydvästra Northern Territory och nordväst South Australia

## Levnadssätt
Vitbrynad bågnäbb hittas i torr och öppen skog. Där födosöker den mestadels på marken i ljudliga flockar.

## Status och hot
Arten har ett stort utbredningsområde, men tros minska i antal, dock inte tillräckligt kraftigt för att den ska betraktas som hotad. Internationella naturvårdsunionen IUCN listar arten som livskraftig (LC).